# Sedefkar Mehmed Agha
Sedefkar Mehmed Agha, o Sedefqar Mehmeti di Elbasan (in turco moderno: Sedefkâr Mehmet Ağa; Elbasan, 1540 c. – Istanbul, 1617), è stato un architetto ottomano, noto per essere stato il progettista della Moschea Blu di Istanbul. Secondo il suo biografo Cafer Effendi, sembra fosse originario dell'Albania, nato nella città di Elbasan.

## Biografia

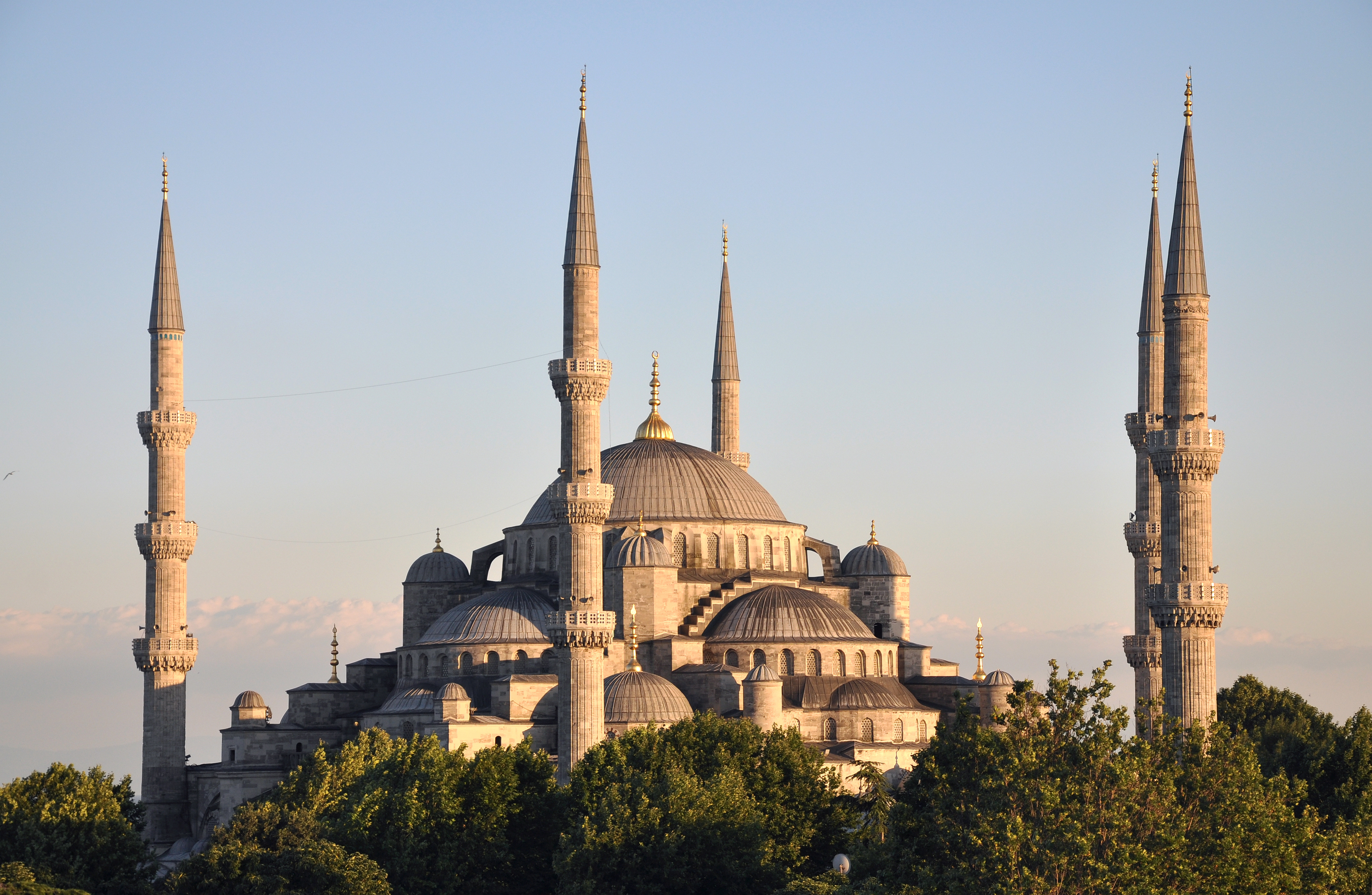
La moschea Sultan Ahmed (Moschea Blu), considerata il capolavoro di Sedefkar Mehmed Agha

Mehmed nacque intorno al 1540 e giunse a Istanbul nel 1563 (probabilmente per arruolarsi nel corpo dei giannizzeri). Dopo sei anni trascorsi da cadetto (acemioğlan) iniziò a studiare musica. Per venti anni si specializzò negli intarsi in madreperla, facendogli attribuire il nomignolo di Sedefiâr (lavoratore di madreperla). Successivamente si dedicò all'architettura divenendo allievo dell'architetto Mimar Sinan, il più famoso della Turchia, divenendone primo assistente e capo dello studio in assenza di Sinan. 
Nel gennaio 1586 gli venne affidato il completamento della Moschea Muradiye di Manisa, una costruzione iniziata dal maestro Sinan. Egli regalò un Corano al sultano Murad III (forse su consiglio di Sinan) e venne nominato custode della Porta (Kapıcı). Alla morte di Sinan, nel 1588, Mehmed Agha, suo primo assistente, non venne nominato come suo successore, ma il Gran Visir nominò Davut Aga, il maestro dei corsi d'acqua, come architetto reale.
Quando nel 1591 Mehmed Agha diede al sultano una preziosa faretra, venne promosso Chief Bailiff (muhzirbaṣı). Nello stesso anno divenne luogotenente-governatore (mütesellin) di Diyarbakır e ispettore dei lavori. Negli anni successivi visitò l'Arabia, l'Egitto e la Macedonia e nel 1597 venne nominato maestro dei corsi d'acqua dal sultano Mehmet III.
Gli venne affidato l'incarico per la costruzione di un trono in noce, con intarsi di madreperla e guscio di tartaruga, per Ahmed I, che è oggi visibile nel palazzo Topkapi.
Dopo la condanna a morte di Davut nel 1599, succedette nel ruolo di architetto reale Dalgiç Ahmet Ağa. Nel 1606 Mehmed Agha venne finalmente nominato architetto reale della corte ottomana, succedendo a Dalgiç Ahmet Ağa, costruttore della grande tomba di Mehmed III nel giardino di Hagia Sophia.
Dal 1609 al 1616 lavorò esclusivamente alla costruzione della Moschea del Sultan Ahmed, detta Moschea Blu per via del colore delle mattonelle di Iznik con le quali decorò il suo interno. Il disegno della moschea venne basato su quello di Hagia Sophia, il capolavoro dell'architettura bizantina, costruita nel VI secolo e sulle opere del suo maestro Mimar Sinan. Il disegno della moschea è perfettamente simmetrico, con una grande cupola centrale contraffortata da quattro semi-cupole e contornata da piccole esedre. 
Mehmed Agha si avvalse dell'opera di Cafer Effendi per scrivere un trattato sulla teoria dell'architettura. In questo libro, spiegò i suoi metodi di lavoro e la formazione architettonica del periodo.
Mehmed Agha morì nel 1617 quasi contemporaneamente al sultano.
Per mezzo delle sue opere ha lasciato un segno importante ad Istanbul. La piazza su cui sorge la Moschea del Sultano Ahmed, divenne nota come Ippodromo di Costantinopoli. Questa moschea può essere considerata come il culmine della sua carriera. Mehmed Agha, che è stato l'ultimo allievo di Mimar Sinan, aveva completato la sua missione, aggiungendo il suo più luminoso, colorato stile architettonico a quello del suo maestro. Questa moschea è l'ultima grande opera del periodo classico dell'architettura ottomana.